# بوبيلار ميكانكس

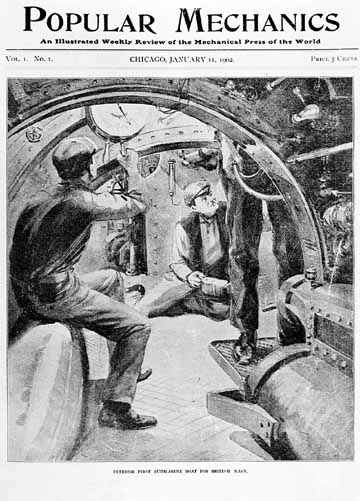
غلاف العدد الأول من مجلة بوبيولار ميكانكس - 11 يناير 1902

بوبيولار ميكانكس (بالإنجليزية: Popular Mechanics)‏ هي مجلة أمريكية تهتم بالمواضيع العلمية والتقنية. نشرت لأول مرة في 11 يناير 1902 بواسطة إتش.إتش ويندسور.
تتناول المجلة موضوعات تتعلق بـ: السيارات، والمنزل، والهواء الطلق، والإلكترونيات، والعلوم، وافعلها بنفسك، ومواضيع التكنولوجيا، والمواضيع العسكرية، والطيران، والنقل من جميع الأنواع وفي مختلف المساحات. والأدوات. وكثيرًا ما تتناول موضوعاتٍ شائعة.
تأسست مجلة بوبيولار ميكانكس في عام 1902 على يد هنري هافن وندسور الذي ظل مالكًا، وناشرًا، ورئيسًا لتحرير المجلة لعدة عقود. اشترتها شركة «هيرست كوربوريشن» في عام 1958، وهي الشركة التي تغير أصبحت فيما بعد شركة «هيرست كوميونيكيشنز».
في عام 2013 تغيرت إصدارات الولايات المتحدة بحيث أصبحت المجلة تصدر عشرة أعداد سنويًا بدلًا من اثني عشر عددا، وفي عام 2014 تم استبدال الشعار الموجود على الغلاف بشعار جديد يقول: «كيف يعمل عالمك». أضافت المجلة في السنوات الأخيرة تدوينً صوتيًّا تصفه المجلة بكونه «التدوين الصوتي الأكثر فائدة على الإطلاق» كما يحمل لنفس شعارها العام «كيف يعمل عالمك».

## التاريخ

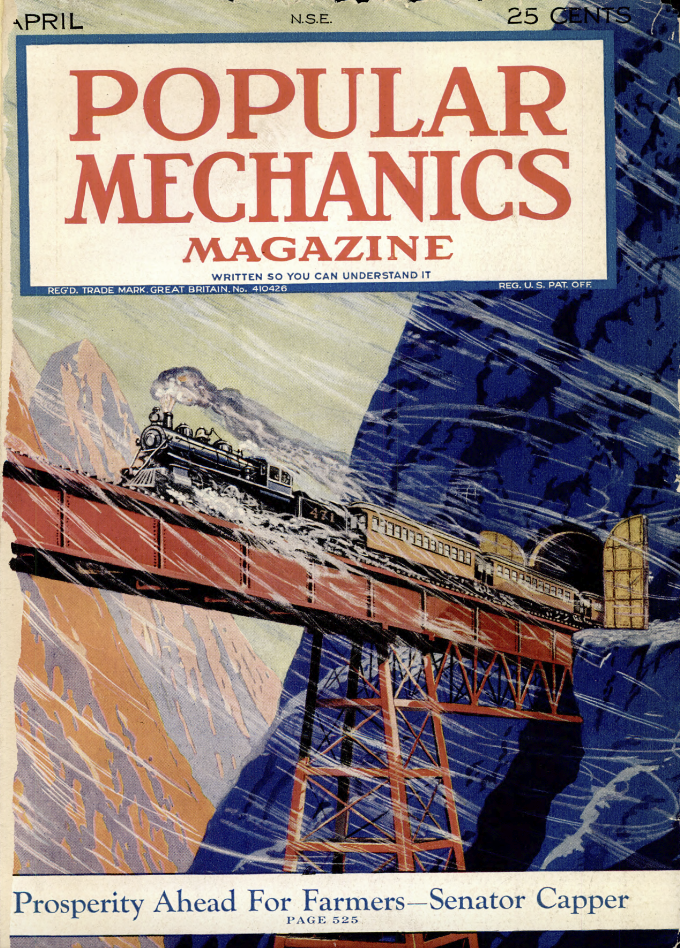
غلاف عدد أبريل 1924 - سعر النسخة حينئذ 25 سنت (أي ما يعادل في 2019 3.80 دولارًا)

تأسست شركة بوبيولار ميكانكس في شيكاغو على يد هنري هافن وندسور، صدر العدد الأول بتاريخ 11 يناير 1902. وكان هدفه هو أن يشرح «طريقة عمل الأشياء» بلغة واضحة، مع إضافة الصور، والرسوم التوضيحية للمساعدة على الفهم. لعقود من الزمان، كان الشعار المطبوع على غلاف المجلة يقول: «كتبت حتى تتمكن من فهمها». كانت المجلة أسبوعية حتى سبتمبر 1902، عندما أصبحت شهرية. كانت شركة بوبيولار ميكانكس مملوكة لعائلة وندسور وطبعت في شيكاغو حتى اشترت شركة «هيرست» المجلة في عام 1958. وفي عام 1962، انتقل مقر تحرير المجلة إلى مدينة نيويورك.
عرضت المجلة منذ العدد الأول توضيحات كبيرة لموضوعات تقنية عديدة، وبإلقاء نظرة على تطور شكل وسمات المجلة عبر السنين، نجدها قد صدرت في البداية في حجم صغير بأبعاد 6.5 × 9.5 بوصة بدءًا من إصدار يوليو 1911، واحتفظت المجلة بالتنسيق الصغير حتى عام 1975 عندما قامت الشركة بتبديل حجم نسخة المجلة للقطع القياسي الأكبر. طبعت بوبيولار ساينس إصدارات المجلة ذات الغلاف الملون بالألوان الكاملة في عام 1915، ثم قلدت المجلات التكنولوجيا اللاحقة هذا المظهر على نطاق واسع فيما بعد.
ظهرت العديد من الطبعات الدولية للمجلة بعد الحرب العالمية الثانية، بدءًا من النسخة الفرنسية، ثم الإسبانية عام 1947، ثم السويدية، والدنماركية عام 1949. وفي عام 2002، تم نشر المجلة المطبوعة بالإنجليزية، والصينية، والإسبانية وتوزيعها في جميع أنحاء العالم. كما صدرت كلّ من النسخة الجنوب أفريقية، والروسية من المجلة في نفس العام.

## أشهر من كتبوا لبوبيولار ميكانكس
نشرت على صفحات المجلة مقالات بارزة على يد أشخاص بارزين مثل: «غولييلمو ماركوني»، و«توماس إديسون»، و«جول فيرن»، و«بارني أولدفيلد»، و«كنوت روكن»، و«وينستون تشرشل»، و«تشارلز كيترينج»، و«توم وولف»، و«باز ألدرين»، بالإضافة إلى بعض الرؤساء الأمريكيين ومن بينهم: «تيدي روزفلت»، و«رونالد ريغان».
كما كان للممثل الكوميدي، وخبير السيارات «جاي لينو» عمودًا ثابتًا في المجلة بعنوان «مرأب جاي لينو» ابتداءً من مارس 1999.

## انتقادات
واجهت شركة بوبيولار ميكانكس في يونيو 2020 انتقادات واسعة النطاق بسبب مقال قدّم إرشادات مفصّلة حول كيفية تخريب الآثار.

## الجوائز
- 1986: نالت مجلة بوبيولار ميكانكس جائزة المجلة الوطنية في فئة الترفيه عن دليل الأعمال الخشبية للميكانيكا الشعبية في نوفمبر 1986.
- 2008: جائزة المجلة الوطنية لعام 2008 في فئة الخدمات الشخصية، عن سلسلة «اعرف بصمتك: الطاقة والمياه والنفايات».

## ترشيحات
تلقت المجلة ثمانية ترشيحات لجائزة المجلة الوطنية، بما في ذلك ترشيحات عام 2012 في فئة مجلة العام، وفئة التميز العام.

## رؤساء التحرير
| الاسم                   | الفترة الزمنية            |
| ----------------------- | ------------------------- |
| هنري هافن وندسور        | يناير 1902 - يونيو 1924   |
| هنري هافن وندسور جونيور | يوليو 1924 - ديسمبر 1958  |
| رودريك جرانت            | يناير 1959 - ديسمبر 1960  |
| كليفورد هيكس            | يناير 1961 - سبتمبر 1962  |
| دون دينويدي             | أكتوبر 1962 - سبتمبر 1965 |
| روبرت كروسلي            | يوليو 1966 - ديسمبر 1971  |
| جيم ليستون              | يناير 1972 - ديسمبر 1974  |
| جون لينكليتر            | يناير 1975 - يونيو 1985   |
| جو أولدهام              | أغسطس 1985 - سبتمبر 2004  |
| جيم مايجز               | أكتوبر 2004 - أبريل 2014  |
| ريان داجونستينو         | مايو 2014 - مارس 2019     |
| الكسندر جورج            | مارس 2019 - حتى الآن      |

## وصلات خارجية
- بوبيولار ميكانكس.كوم